# 제15회 대구단편영화제
제15회 대구단편영화제는 2014년 9월 26일에 열린 시상식이다.

## 수상 및 후보

### 대상
- 12번째 보조사제 - 장재현 수상

### 우수상
- 더도 말고 덜도 말고 - 임오정 수상

### 연기상
- 황소개구리 - 허예슬 수상

### 촬영상
- 12번째 보조사제 - 김태수 수상

### 애플시네마 대상
- 소나기 - 오성호 수상

### 애플시네마 우수상
- 봄, 봄 - 고현석 수상

### 관객상
- 소나기 - 오성호 수상

### 본선경쟁작
- 4학년 보경이 - 이옥섭
- 가면무도회 - 안진우
- 12번째 보조사제 - 장재현
- 침입자 - 박근범
- 풍진 - 이현빈
- 너무 소중했던, 당신 - 백미영
- 알레르기 - 김인선
- 나쁜 연기 - 양경모
- 아귀 - 송우진
- 숨 - 권현주
- 꽃피는 철길 - 김래원
- 어느 날 갑자기 - 유지영
- 이음편집실 - 원창재
- 왜 독립영화 감독들은 DVD를 주지 않는가? - 구교환
- 이상한 나라의 김민수 - 심찬양
- 기러기 아빠 - 김유리
- 황소개구리 - 윤재상
- 이 별에 필요한 - 김용완
- 마침내 날이 샌다 - 한인미
- 더도 말고 덜도 말고 - 임오정
- 이름들 - 신이수 외 1명
- 불면증 - 성준수
- 저 문은 언제부터 열려있었던 거지? - 김유리

### 애플시네마
- 복원 - 옥진주
- 소나기 - 오성호
- 봄, 봄 - 고현석
- 수학시간 - 강보경

### 초청작
- 셀러리 - 페드로 콜란테스
- 고토부키 - 다나카 키미에
- 혐오스런 라스 - 요리야스
- 어느 노인의 시계 - 유지 미츠하시